# Andrew Leslie (général)
Pour les articles homonymes, voir Andrew Leslie et Leslie.
Le lieutenant-général Andrew Leslie (né le 26 décembre 1957) est le chef de la Transformation des Forces armées canadiennes. Il a été le Chef d'état-major de l'armée canadienne. Le 11 août 2003, il a été nommé commandant-adjoint de la Force internationale d'assistance à la sécurité en Afghanistan.

## Biographie
Leslie devient député du parti libéral dans la circonscription fédérale d'Orléans en 2015 en remportant contre le député conservateur sortant Royal Galipeau. 
Après les élections, il devient whip du gouvernement jusqu'en janvier 2017, moment où il devient secrétaire parlementaire de Chrystia Freeland, ministre des Affaires étrangères.
Il ne se représente pas en 2019.

## Annexe